# Plymouth Barracuda
La Barracuda è una vettura prodotta dalla sezione Plymouth della Chrysler dal 1964 al 1974 facente parte delle Vetture Pony car.

## 1964-1966
La prima serie di Barracuda venne costruita a partire da un telaio molto comune a varie automobili Chrysler, come la famosa Dodge Dart.
La vettura è considerata la prima "Pony Car" visto che precedette di sole due settimane il lancio della Ford Mustang, con la Barracuda la Plymouth voleva sostituire la Valiant della quale però la nuova nata montò nella prima serie gli stessi propulsori.
Questi erano due sei cilindri in linea da 2800 cm³ (101 CV) e da 3700 cm³ (145 CV) accompagnati da un V8 da 4500 cm³ di cilindrata capace di sviluppare 180 CV.
Il motore meno potente venne però abbandonato presto e ritirato dal mercato, il prezzo base dell'auto si attestava sui 2500 dollari.
Nel 1965 la gamma si arricchì però di un motore V8 identico a quello già montato ma potenziato fino a 235 CV (V8 Commando) e di un pacchetto sportivo, denominato "Formula S" che comprendeva oltre al motore Commando anche sospensioni, cerchioni, pneumatici e tachimetro sportivi.

## 1967-1969
Nel 1967 la Barracuda venne ridisegnata ma conservò il telaio di derivazione Chrysler.
L'auto venne fornita di motori molto più potenti, un 6300 cm³ nel 1967 ed un 7200 cm³ nel 1969.
Ci fu anche la produzione di 50 vetture estreme per uso non stradale (le Super-Stock) e altre 50 Darts pensate per le gare di accelerazione.

## 1970-1974
Il 1970 vide un altro restyling della vettura, che venne accorciata e munita di un nuovo telaio nonché del famoso 7000 cm³ Chrysler.
Così ammodernata la Barracuda era capace di prestazioni eccellenti, e corse anche nella Trans-Am Series sebbene senza successi, guidata da Swede Savage e Dan Gurney. Essi ottennero 3 pole position e il miglior risultato ottenuto fu un secondo posto alla Road America.
Nel 1971 venne eseguito un leggero restyling, in quanto vennero cambiati i sedili, fu aggiunta una nuova calandra, nuovi fanali posteriori e i fari passarono da due a quattro. Di questo modello furono venduti 11 milioni di esemplari, di cui 7 solo negli Stati Uniti D'America.